# Campionatul Regional de Fotbal al României
Competiția Campionatului Regional de Fotbal al României a fost o precursoare a ligilor inferioare, care s-a desfășurat între anii 1920 și 1968. Din 1920 până în 1932 s-au jucat campionate regionale la nivel de districte, campioanele mergând apoi în faza națională unde își disputau titlul de campioană a României. După câțiva ani de întrerupere, s-a reluat campionatul regional în sezonul 1936-37. În 1934 se înființase divizia B (actuala liga a II-a), iar în 1936 Divizia C (azi liga a III-a). Divizia C a fost de câteva ori întreruptă astfel campionatul regional a devenit nivelul al treilea de competiție interna. Din sezonul 1963-64, liga a III-a va avea on activitate neîntreruptă astfel campionatul regional devine nivelul al 4-lea al fotbalului românesc. Din sezonul 1968-1969 se va numi Divizia D.

## Istoric

### În sistem districtual la nivelul primei ligi (1920-32)

#### Sezonul inaugural în sistem districtual
A început în octombrie 1920 și s-a terminat pe 12 iunie 1921. Pe lângă liga regională Sud (Bucuresti), au existat încă 4 ligi regionale Vest (Timisoara/Arad), Nord cu două serii: Cluj și Oradea, Centru (Târgu Mures) si Est (Cernăuti). Din motive neclare, Venus a fost declarată campioană de către federație; în orice caz, pare să fie nevoie de un punct de vedere aparte pentru a declara câștigătorii (sau nu) a unei competiții limitate la campionii naționali ai Bucureștiului din 1920/21 dat fiind că cluburile din Transilvania erau incontestabil mai puternice la acea vreme.

#### Ultimul sezon în sistem districtual
An de an fotbalul autohton se dezvoltă, apar noi cluburi și se formează noi serii ajungându-se de la 6 serii initial la un maxim de 22. In ultimul sezon(1931-32) are loc un turneu final pentru stabilirea campioanei ligii respective. Iată care au fost câștigătoarele turneelor finale regionale:
Sud:    din seria București: Venus București
Vest:   din seria Banat: UD Reșița
Nord:   din seria Oradea: Crișana Oradea
Centru: din seria Sibiu: Șoimii Sibiu
Est:   din seria Cernăuți: Maccabi Cernăuți

### Campionatul regional la nivelul celei de-a treia ligi (1936-41)
După o pauză de 4 ani în sezonul 1936-37 se reia campionatul regional într-un nou format. Au avut loc 5 sezoane apoi campionatul a trebuit întrerupt din cauza războiului. Primele două sezoane(1936-1938) ca nivelul al 4-lea, apoi din 1938 când s-a desființat Divizia C, ca nivelul al treilea.

#### Revenirea pentru un sezon la sistemul districtual (sezon neoficial)
În sezonul 1941-1942, Federația Română de Fotbal a suspendat campionatul în curs și l-a înlocuit cu un „campionat de război”, competiție (Divizia A) dotată cu Cupa Basarabia, un trofeu oferit de ziarul Universul și Divizia B a fost denumită Cupa Eroilor. Cele 66 de cluburi din cele două divizii(Divizia A și Divizia B) au fost cumulate în 10 serii regionale, iar jocurile s-au jucat după sistemul tur-retur, în perioada septembrie 1941-aprilie 1942. După disputarea jocurilor din faza grupelor, 16 echipe s-au calificat în faza națională.

#### Reluarea campionatul regional în noul format
După o pauză de 5 ani din sezonul 1946-47, se reia campionatul regional într-un nou format. Sezoanele 1950-1956 au loc în regim primăvară-toamnă impus de regimul pro-sovietic. În sezonul 1957-58 se revine la regimul toamnă-primăvară. Liga a III-a s-a jucat în mod sporadic, 1946-47, 1948-49, 1956, 1957-58, 1958-59, și se reia abia în 1963-64 în mod regulat. Practic, când Liga a III-a a avut loc, Campionatul regional a devenit al 4-lea nivel al competițiilor interne.

### Succesoarele campionatului regional
Fotbalul local a continuat sub forma campionatelor regionale care s-au disputat de la înființarea sistemului divizionar în sezonul 1932-33 până la înființarea județelor odată cu reforma administrativă din 1968. 
Din 1968 s-a continuat cu campionatele județene care au purtat diferite nume de-a lungul timpului: Divizia D(1957-1992, 1997-2006), Divizia C(1992-1997) sau mai nou Liga a IV-a(2006-prezent).
Mai jos sezoanele campionatului regional ca nivel în cadrul sistemului de ligi ale fotbalului românesc.
| #     | Sezonul  | Liga I | Liga a II-a | Liga a III-a | Liga a IV-a |
| ----- | -------- | ------ | ----------- | ------------ | ----------- |
| 1-12  | 1920-32  | 12     | 12          |              |             |
| 13,14 | 1936-38  |        |             |              | 2           |
| 15-17 | 1938-41  |        |             | 3            |             |
| 18    | 1941-42* | 1      | 1           |              |             |
| 19    | 1946-47  |        |             | 1            |             |
| 20    | 1948-49  |        |             |              | 1           |
| 21-26 | 1950-55  |        |             | 6            |             |
| 27-29 | 1956-59  |        |             |              | 3           |
| 30-33 | 1959-63  |        |             | 4            |             |
| 34-39 | 1963-68  |        |             |              | 5           |

## Lista campioanelor districtuale ale României la fotbal.
| Sezonul | Arad/Timișoara | București/ Ploiești | Cernăuți         | Cluj          | Oradea    | Târgu Mureș    |
| ------- | -------------- | ------------------- | ---------------- | ------------- | --------- | -------------- |
| 1920–21 | CA Timișoara   | Tricolor București  | Polonia Cernăuți | Victoria Cluj | CA Oradea | CS Târgu Mureș |

| Sezonul | Arad       | Brașov/Sibiu | București/ Ploiești | Cernăuți         | Cluj/Târgu Mureș | Oradea/Satu Mare | Timișoara          |
| ------- | ---------- | ------------ | ------------------- | ---------------- | ---------------- | ---------------- | ------------------ |
| 1921–22 | AMEFA Arad | SS Sibiu     | Tricolor București  | Polonia Cernăuți | Victoria Cluj    | Stăruința Oradea | Chinezul Timișoara |

| Sezonul | Arad            | Brașov/Sibiu    | București/ Ploiești | Cernăuți         | Cluj          | Oradea/Satu Mare   | Târgu Mureș    | Timișoara          |
| ------- | --------------- | --------------- | ------------------- | ---------------- | ------------- | ------------------ | -------------- | ------------------ |
| 1922–23 | Gloria CFR Arad | Brașovia Brașov | Venus București     | Polonia Cernăuți | Victoria Cluj | Înțelegerea Oradea | CS Târgu Mureș | Chinezul Timișoara |

| Sezonul | Arad    | Brașov          | București/ Ploiești | Cernăuți      | Cluj               | Târgu Mureș             | Timișoara          | Oradea/Satu Mare | Sibiu        |
| ------- | ------- | --------------- | ------------------- | ------------- | ------------------ | ----------------------- | ------------------ | ---------------- | ------------ |
| 1923–24 | SG Arad | Brașovia Brașov | Venus București     | Jahn Cernăuți | Universitatea Cluj | CFR Mureșul Târgu Mureș | Chinezul Timișoara | CA Oradea        | Șoimii Sibiu |

| Sezonul | Arad           | Brașov          | București/ Ploiești | Cernăuți      | Chișinău          | Cluj               | Craiova       | Oradea/Satu Mare | Sibiu        | Timișoara          |
| ------- | -------------- | --------------- | ------------------- | ------------- | ----------------- | ------------------ | ------------- | ---------------- | ------------ | ------------------ |
| 1924–25 | UCAS Petroșani | Brașovia Brașov | Venus București     | Jahn Cernăuți | Fulgerul Chișinău | Universitatea Cluj | Oltul Slatina | CA Oradea        | Șoimii Sibiu | Chinezul Timișoara |

| Sezonul | Arad       | Brașov        | Brăila          | București/ Ploiești | Cernăuți        | Chișinău          | Cluj          | Constanța          | Craiova     | Galați     | Timișoara          | Maramureș         | Oradea           | Sibiu    |
| ------- | ---------- | ------------- | --------------- | ------------------- | --------------- | ----------------- | ------------- | ------------------ | ----------- | ---------- | ------------------ | ----------------- | ---------------- | -------- |
| 1925–26 | AMEFA Arad | Colțea Brașov | Victoria Brăila | Juventus București  | Hakoah Cernăuți | Fulgerul Chișinău | Victoria Cluj | Victoria Constanța | Craiu Iovan | DVA Galați | Chinezul Timișoara | Olimpia Satu Mare | Stăruința Oradea | SG Sibiu |

| Sezonul | Arad       | Brașov        | Brăila               | București/ Ploiești       | Cernăuți         | Chișinău                | Cluj               | Constanța          | Craiova     | Galați     | Iași           | Oradea           | Satu Mare         | Sibiu    | Târgu Mureș         | Timișoara          |
| ------- | ---------- | ------------- | -------------------- | ------------------------- | ---------------- | ----------------------- | ------------------ | ------------------ | ----------- | ---------- | -------------- | ---------------- | ----------------- | -------- | ------------------- | ------------------ |
| 1926–27 | AMEFA Arad | Colțea Brașov | Franco-Română Brăila | Unirea Tricolor București | Maccabi Cernăuți | Mihai Viteazul Chișinău | Universitatea Cluj | Victoria Constanța | Craiu Iovan | DVA Galați | Concordia Iași | Stăruința Oradea | Olimpia Satu Mare | SG Sibiu | Mureșul Târgu Mureș | Chinezul Timișoara |

| Sezonul | Arad            | Brașov        | Brăila                  | Bistrița        | București         | Cernăuți         | Chișinău                | Cluj         | Galați     | Iași           | Mureș               | Oltenia     | Oradea           | Prahova           | Satu Mare         | Sibiu        | Timișoara          | Turda            | Valea Jiului |
| ------- | --------------- | ------------- | ----------------------- | --------------- | ----------------- | ---------------- | ----------------------- | ------------ | ---------- | -------------- | ------------------- | ----------- | ---------------- | ----------------- | ----------------- | ------------ | ------------------ | ---------------- | ------------ |
| 1927–28 | Gloria CFR Arad | Colțea Brașov | Victoria Tinerii Brăila | Gloria Bistrița | Olympia București | Polonia Cernăuți | Mihai Viteazul Chișinău | România Cluj | DVA Galați | Concordia Iași | Mureșul Târgu Mureș | Craiu Iovan | Stăruința Oradea | Tricolor Ploiești | Olimpia Satu Mare | Șoimii Sibiu | Chinezul Timișoara | IS Câmpia Turzii | Jiul Lupeni  |

| Sezonul | Arad            | Brașov        | Brăila              | București       | Cernăuți             | Chișinău                | Cluj         | Constanța          | Galați     | Iași          | Mureș               | Oltenia          | Oradea           | Prahova           | Satu Mare         | Sibiu        | Timișoara         |
| ------- | --------------- | ------------- | ------------------- | --------------- | -------------------- | ----------------------- | ------------ | ------------------ | ---------- | ------------- | ------------------- | ---------------- | ---------------- | ----------------- | ----------------- | ------------ | ----------------- |
| 1928–29 | Gloria CFR Arad | Colțea Brașov | Dacia Unirea Brăila | Venus București | Dragoș Vodă Cernăuți | Mihai Viteazul Chișinău | România Cluj | Victoria Constanța | DVA Galați | Victoria Iași | Mureșul Târgu Mureș | Generala Craiova | Stăruința Oradea | Tricolor Ploiești | Olimpia Satu Mare | Șoimii Sibiu | Banatul Timișoara |

| Sezonul | Arad            | Brașov          | Brăila              | București          | Cernăuți             | Chișinău                | Cluj               | Constanța          | Galați     | Iași           | Mureș               | Oltenia       | Oradea           | Prahova           | Satu Mare           | Sibiu    | Timișoara     | Turda         |
| ------- | --------------- | --------------- | ------------------- | ------------------ | -------------------- | ----------------------- | ------------------ | ------------------ | ---------- | -------------- | ------------------- | ------------- | ---------------- | ----------------- | ------------------- | -------- | ------------- | ------------- |
| 1929–30 | Gloria CFR Arad | Brașovia Brașov | Dacia Unirea Brăila | Juventus București | Dragoș Vodă Cernăuți | Mihai Viteazul Chișinău | Universitatea Cluj | Victoria Constanța | DVA Galați | Concordia Iași | Mureșul Târgu Mureș | Oltul Slatina | Stăruința Oradea | Tricolor Ploiești | Stăruința Satu Mare | SG Sibiu | RGM Timișoara | Sparta Gherla |

| Sezonul | Liga Sud                  | Liga Sud                       | Liga Sud             | Liga Sud         | Liga Sud           | Liga Vest              | Liga Vest | Liga Vest       | Liga Vest      | Liga Vest      | Liga Nord      | Liga Nord           | Liga Nord     | Liga Nord          | Liga Nord    | Liga Centru         | Liga Centru | Liga Centru     | Liga Centru | Liga Est         | Liga Est       | Liga Est                |
| ------- | ------------------------- | ------------------------------ | -------------------- | ---------------- | ------------------ | ---------------------- | --------- | --------------- | -------------- | -------------- | -------------- | ------------------- | ------------- | ------------------ | ------------ | ------------------- | ----------- | --------------- | ----------- | ---------------- | -------------- | ----------------------- |
| Sezonul | București                 | Galați                         | Brăila               | Prahova          | Constanța          | Oltenia                | Banat     | Arad            | Valea Jiului   | Banatul de Sud | Oradea         | Maramureș           | Cluj          | Turda              | Someș        | Mureș               | Sibiu       | Brașov          | Sighișoara  | Cernăuți         | Iași           | Chișinău                |
| 1930–31 | Unirea Tricolor București | Dacia Vasile Alecsandri Galați | Franco Româna Brăila | Prahova Ploiești | Victoria Constanța | Rovina Grivița Craiova | UD Reșița | Gloria CFR Arad | Minerul Vulcan | Vulturii Lugoj | Crișana Oradea | Stăruința Satu Mare | Sparta Gherla | Universitatea Cluj | Sticla Turda | Mureșul Târgu Mureș | SG Sibiu    | Brașovia Brașov | SG Mediaș   | Maccabi Cernăuți | Concordia Iași | Mihai Viteazul Chișinău |

| Sezonul. | Liga Sud        | Liga Sud                       | Liga Sud            | Liga Sud          | Liga Sud           | Liga Vest              | Liga Vest | Liga Vest       | Liga Vest    | Liga Vest      | Liga Nord      | Liga Nord         | Liga Nord          | Liga Centru         | Liga Centru  | Liga Centru                         | Liga Centru                 | Liga Est         | Liga Est       |
| -------- | --------------- | ------------------------------ | ------------------- | ----------------- | ------------------ | ---------------------- | --------- | --------------- | ------------ | -------------- | -------------- | ----------------- | ------------------ | ------------------- | ------------ | ----------------------------------- | --------------------------- | ---------------- | -------------- |
| Sezonul. | București       | Galați                         | Brăila              | Prahova           | Constanța          | Oltenia                | Banat     | Arad            | Valea Jiului | Banatul de Sud | Oradea         | Maramureș         | Cluj               | Mureș               | Sibiu        | Brașov                              | Sighișoara                  | Cernăuți         | Iași           |
| 1931–32  | Venus București | Dacia Vasile Alecsandri Galați | Dacia Unirea Brăila | Tricolor Ploiești | Victoria Constanța | Rovina Grivița Craiova | UD Reșița | Gloria CFR Arad | Jiul Lupeni  | Vulturii Lugoj | Crișana Oradea | Olimpia Satu Mare | Universitatea Cluj | Mureșul Târgu Mureș | Șoimii Sibiu | Industria Aeronautică Română Brașov | Harghita Odorheiu Secuiesc* | Maccabi Cernăuți | Concordia Iași |

* Nu se știe exact cine a câștigat seria Sighișoara. Cel mai probabil Harghita Odorheiu Secuiesc.
| Sezonul. | Cupa Eroilor/Divizia B Campionatul Regional de război | Cupa Eroilor/Divizia B Campionatul Regional de război | Cupa Eroilor/Divizia B Campionatul Regional de război | Cupa Eroilor/Divizia B Campionatul Regional de război | Cupa Eroilor/Divizia B Campionatul Regional de război | Cupa Eroilor/Divizia B Campionatul Regional de război | Cupa Eroilor/Divizia B Campionatul Regional de război | Cupa Eroilor/Divizia B Campionatul Regional de război | Cupa Eroilor/Divizia B Campionatul Regional de război | Cupa Eroilor/Divizia B Campionatul Regional de război |
| -------- | ----------------------------------------------------- | ----------------------------------------------------- | ----------------------------------------------------- | ----------------------------------------------------- | ----------------------------------------------------- | ----------------------------------------------------- | ----------------------------------------------------- | ----------------------------------------------------- | ----------------------------------------------------- | ----------------------------------------------------- |
| Sezonul. | Seria I                                               | Seria a II-a                                          | Seria a III-a                                         | Seria a IV-a                                          | Seria a V-a                                           | Seria a VI-a                                          | Seria a VII-a                                         | Seria a VIII-a                                        | Seria a IX-a                                          | Seria a X-a                                           |
| 1941–42  | Rapid București                                       | Astra Română Moreni                                   | Gloria CFR Galați                                     | FC Craiova                                            | Mica Brad                                             | UD Reșița                                             | Jiul Petroșani                                        | Arieșul Turda                                         | Universitatea Cluj-Sibiu                              | ACFR Brașov                                           |

| Sezonul. | Alba           | Arad     | Bacău          | Brașov        | Brăila               | București        | Buzău              | Călărași    | Cluj               | Constanța            | Craiova    | Galați            | Giurgiu        | Iași             | Lugoj           | Maramureș    | Mehedinți         | Oradea            | Pitești          | Ploiești         | Reșița     | Roman           | Satu Mare         | Sibiu         | Slatina       | Suceava    | Târgoviște     | Târgu Mureș           | Târnave       | Timișoara     | Turda     | Turnu Măgurele       | Valea Jiului   |
| -------- | -------------- | -------- | -------------- | ------------- | -------------------- | ---------------- | ------------------ | ----------- | ------------------ | -------------------- | ---------- | ----------------- | -------------- | ---------------- | --------------- | ------------ | ----------------- | ----------------- | ---------------- | ---------------- | ---------- | --------------- | ----------------- | ------------- | ------------- | ---------- | -------------- | --------------------- | ------------- | ------------- | --------- | -------------------- | -------------- |
| 1945-46  | Șurianul Sebeș | ITA Arad | Textila Buhuși | Metrom Brașov | Franco Română Brăila | Carmen București | Avântul ICAR Buzău | FC Călărași | Universitatea Cluj | Dezrobirea Constanța | FC Craiova | Gloria CFR Galați | Acvila Giurgiu | Politehnica Iași | 23 August Lugoj | CS Baia Mare | CFR Turnu Severin | Libertatea Oradea | Sporting Pitești | Prahova Ploiești | UDR Reșița | Danubiana Roman | Sanitas Satu Mare | Arsenal Sibiu | Oltul Slatina | CFR Ițcani | TCT Târgoviște | Dermagant Târgu Mureș | Karres Mediaș | CFR Timișoara | CFR Turda | Oltul Turnu Măgurele | Jiul Petroșani |

## Clasamentul Campioanelor Districtuale
| Locul | Club Sportiv                        | Serie                           | Titluri | Sezoane                                                                |
| ----- | ----------------------------------- | ------------------------------- | ------- | ---------------------------------------------------------------------- |
| 1     | Universitatea Cluj                  | Cluj                            | 8       | 1923–24, 1924–25, 1926–27, 1929–30, 1930–31, 1931–32, 1941–42, 1945-46 |
| 2     | Chinezul Timișoara                  | Timișoara/Banat                 | 7       | 1921–22, 1922–23, 1923–24, 1924–25, 1925–26, 1926–27, 1927–28          |
| -     | Mureșul Târgu Mureș                 | Târgu Mureș/Mureș               | 7       | 1923–24, 1926–27, 1927–28, 1928–29, 1929–30, 1930–31, 1931–32          |
| -     | Dacia Vasile Alecsandri Galați      | Galați                          | 7       | 1925–26, 1926–27, 1927–28, 1928–29, 1929–30, 1930–31, 1931–32          |
| 5     | Victoria Cluj                       | Cluj                            | 6       | 1920–21, 1921–22, 1922–23, 1925–26, 1927–28, 1928–29                   |
| -     | Stăruința Oradea                    | Oradea                          | 6       | 1921–22, 1925–26, 1926–27, 1927–28, 1928–29, 1929–30                   |
| -     | Gloria CFR Arad                     | Arad                            | 6       | 1922–23, 1927–28, 1928–29, 1929–30, 1930–31, 1931–32                   |
| -     | Victoria Constanța                  | Constanța                       | 6       | 1925–26, 1926–27, 1928–29, 1929–30, 1930–31, 1931–32                   |
| 9     | Venus București                     | București                       | 5       | 1922–23, 1923–24 , 1924–25, 1928–29, 1931–32                           |
| -     | Brașovia Brașov                     | Brașov                          | 5       | 1922–23, 1923–24, 1924–25, 1929–30, 1930–31                            |
| -     | Șoimii Sibiu                        | Sibiu                           | 5       | 1923–24, 1924–25, 1927–28, 1928–29, 1931–32                            |
| -     | Olimpia Satu Mare                   | Satu Mare/Maramureș             | 5       | 1925–26, 1926–27, 1927–28, 1928–29, 1931–32                            |
| -     | Concordia Iași                      | Iași                            | 5       | 1926–27, 1927–28, 1929–30, 1930–31, 1931–32                            |
| -     | Mihai Viteazul Chișinău             | Chișinău                        | 5       | 1926–27, 1927–28, 1928–29, 1929–30, 1930–31                            |
| 15    | Unirea Tricolor București           | București                       | 4       | 1920–21, 1921–22, 1926–27, 1930–31                                     |
| -     | Polonia Cernăuți                    | Cernăuți                        | 4       | 1920–21, 1921–22, 1922–23, 1927–28                                     |
| -     | S.G. Sibiu                          | Sibiu                           | 4       | 1925–26, 1926–27, 1929–30, 1930–31                                     |
| -     | Colțea Brașov                       | Brașov                          | 4       | 1925–26, 1926–27, 1927–28, 1928–29                                     |
| -     | Tricolor Ploiești                   | Prahova                         | 4       | 1927–28, 1928–29, 1929–30, 1931–32                                     |
| -     | CA Oradea/ Libertatea O.            | Oradea                          | 4       | 1920–21, 1923–24, 1924–25, 1945–46                                     |
| -     | UD Reșița                           | Timișoara/Banat                 | 4       | 1930–31, 1931–32, 1941–42, 1945–46                                     |
| 22    | A.M.E.F. Arad                       | Arad                            | 3       | 1921–22, 1925–26, 1926–27                                              |
| -     | Craiu Iovan Craiova                 | Craiova/Oltenia                 | 3       | 1925–26, 1926–27, 1927–28                                              |
| -     | Maccabi Cernăuți                    | Cernăuți                        | 3       | 1926–27, 1930–31, 1931–32                                              |
| -     | Dacia Unirea Brăila                 | Brăila                          | 3       | 1928–29, 1929–30, 1931–32                                              |
| -     | Franco-Româna Brăila                | Brăila                          | 3       | 1926–27, 1930–31, 1945-46                                              |
| -     | CS Târgu Mureș/Dermagant TM         | Târgu Mureș/Mureș               | 3       | 1920–21, 1922–23, 1945–46                                              |
| -     | U.C.A.S. Petroșani                  | Arad/Seria a VII-a/Valea Jiului | 3       | 1924–25, 1941–42, 1945–46                                              |
| 29    | Jahn Cernăuți                       | Cernăuți                        | 2       | 1923–24, 1924–25                                                       |
| -     | Oltul Slatina                       | Craiova/Oltenia                 | 2       | 1924–25, 1929–30                                                       |
| -     | Fulgerul CFR Chișinău               | Chișinău                        | 2       | 1924–25, 1925–26                                                       |
| -     | Juventus București                  | București                       | 2       | 1925–26, 1929–30                                                       |
| -     | Jiul Lupeni                         | Valea Jiului                    | 2       | 1927–28, 1931–32                                                       |
| -     | Dragoș Vodă Cernăuți                | Cernăuți                        | 2       | 1928–29, 1929–30                                                       |
| -     | Stăruința Satu Mare                 | Satu Mare                       | 2       | 1929–30, 1930–31                                                       |
| -     | Sparta Gherla                       | Turda                           | 2       | 1929–30, 1930–31                                                       |
| -     | Rovine Grivița Craiova              | Oltenia                         | 2       | 1930–31, 1931–32                                                       |
| -     | Vulturii Lugoj                      | Banatul de Sud                  | 2       | 1930–31, 1931–32                                                       |
| -     | Crișana Oradea                      | Oradea                          | 2       | 1930–31, 1931–32                                                       |
| -     | Sticla Turda                        | Turda                           | 2       | 1930–31, 1941–42                                                       |
| -     | FC Craiova*                         | Craiova, Seria a IV-a           | 2       | 1941–42, 1945–46                                                       |
| -     | Prahova Ploiești                    | Ploiești, Prahova               | 2       | 1930–31, 1945–46                                                       |
| -     | Gloria CFR Galați*                  | Galați, Seria a III-a           | 2       | 1941–42, 1945–46                                                       |
| 45    | CA Timișoara                        | Timișoara                       | 1       | 1920–21                                                                |
| -     | SS Sibiu                            | Sibiu                           | 1       | 1921–22                                                                |
| -     | Înțelegerea Oradea                  | Oradea                          | 1       | 1922–23                                                                |
| -     | SG Arad                             | Arad                            | 1       | 1923–24                                                                |
| -     | Victoria Brăila                     | Brăila                          | 1       | 1925–26                                                                |
| -     | Hakoah Cernăuți                     | Cernăuți                        | 1       | 1925–26                                                                |
| -     | Olympia București                   | București                       | 1       | 1927–28                                                                |
| -     | Victoria Tinerii Brăila             | Brăila                          | 1       | 1927–28                                                                |
| -     | Industria Sârmei Câmpia Turzii      | Turda                           | 1       | 1927–28                                                                |
| -     | Gloria Bistrița                     | Bistrița                        | 1       | 1927–28                                                                |
| -     | Generala Craiova                    | Oltenia                         | 1       | 1928–29                                                                |
| -     | Banatul Timișoara                   | Timișoara                       | 1       | 1928–29                                                                |
| -     | Victoria Iași                       | Iași                            | 1       | 1928–29                                                                |
| -     | RGM Timișoara                       | Timișoara                       | 1       | 1929–30                                                                |
| -     | Minerul Vulcan                      | Valea Jiului                    | 1       | 1930–31                                                                |
| -     | SG Mediaș                           | Sighișoara                      | 1       | 1930–31                                                                |
| -     | Harghita Odorheiu Secuiesc          | Sighișoara                      | 1       | 1931–32                                                                |
| -     | Industria Aeronautică Română Brașov | Brașov                          | 1       | 1931–32                                                                |
| -     | Rapid București*                    | Seria I                         | 1       | 1941–42                                                                |
| -     | Astra Română Moreni*                | Seria a II-a                    | 1       | 1941–42                                                                |
| -     | Mica Brad*                          | Seria a V-a                     | 1       | 1941–42                                                                |
| -     | ACFR Brașov*                        | Seria a X-a                     | 1       | 1941–42                                                                |
| -     | Șurianul Sebeș                      | Alba                            | 1       | 1945–46                                                                |
| -     | ITA Arad                            | Arad                            | 1       | 1945–46                                                                |
| -     | Textila Buhuși                      | Bacău                           | 1       | 1945–46                                                                |
| -     | Metrom Brașov                       | Brașov                          | 1       | 1945–46                                                                |
| -     | Carmen București                    | București                       | 1       | 1945–46                                                                |
| -     | Avântul ICAR Buzău                  | Buzău                           | 1       | 1945–46                                                                |
| -     | FC Călărași                         | Călărași                        | 1       | 1945–46                                                                |
| -     | Dezrobirea Constanța                | Constanța                       | 1       | 1945–46                                                                |
| -     | Acvila Giurgiu                      | Giurgiu                         | 1       | 1945–46                                                                |
| -     | Politehnica Iași                    | Iași                            | 1       | 1945–46                                                                |
| -     | 23 August Lugoj                     | Lugoj                           | 1       | 1945–46                                                                |
| -     | CS Baia Mare                        | Maramureș                       | 1       | 1945–46                                                                |
| -     | CFR Turnu Severin                   | Mehedinți                       | 1       | 1945–46                                                                |
| -     | Sporting Pitești                    | Pitești                         | 1       | 1945–46                                                                |
| -     | Danubiana Roman                     | Roman                           | 1       | 1945–46                                                                |
| -     | Sanitas Satu Mare                   | Satu Mare                       | 1       | 1945–46                                                                |
| -     | Arsenal Sibiu                       | Sibiu                           | 1       | 1945–46                                                                |
| -     | Oltul Slatina                       | Slatina                         | 1       | 1945–46                                                                |
| -     | CFR Ițcani                          | Suceava                         | 1       | 1945–46                                                                |
| -     | TCT Târgoviște                      | Târgoviște                      | 1       | 1945–46                                                                |
| -     | Karres Mediaș                       | Târnave                         | 1       | 1945–46                                                                |
| -     | CFR Timișoara                       | Timișoara                       | 1       | 1945–46                                                                |
| -     | CFR Turda                           | Turda                           | 1       | 1945–46                                                                |
| -     | Oltul Turnu Măgurele                | Turnu Măgurele                  | 1       | 1945–46                                                                |

* Sezonul 1941–42 a fost disputat în condiții de război și e considerat neoficial.
* F.C. Baia Mare (1896) deține si palmaresul echipei Phoenix ( CS Baia Mare) după fuziunea prin absorbție.

## Lista campioanelor regionale ale României la fotbal.
Cu linii ingroșate sunt campioanele care au promovat în liga superioară.

### Campionatul Regional cu 28 de serii regionale
| Sezonul. | Regiunea 1 (Est)       | Regiunea 1 (Est)              | Regiunea 1 (Est)   | Regiunea 1 (Est)    | Regiunea 1 (Est) | Regiunea 1 (Est)     | Regiunea 1 (Est)  | Regiunea 2 (Sud)      | Regiunea 2 (Sud)        | Regiunea 2 (Sud)       | Regiunea 2 (Sud)         | Regiunea 2 (Sud) | Regiunea 2 (Sud)   | Regiunea 2 (Sud)       | Regiunea 3 (Vest)        | Regiunea 3 (Vest)  | Regiunea 3 (Vest)        | Regiunea 3 (Vest) | Regiunea 3 (Vest) | Regiunea 3 (Vest)   | Regiunea 3 (Vest)  | Regiunea 4 (Nord) | Regiunea 4 (Nord)   | Regiunea 4 (Nord)         | Regiunea 4 (Nord)  | Regiunea 4 (Nord) | Regiunea 4 (Nord) | Regiunea 4 (Nord)        |
| -------- | ---------------------- | ----------------------------- | ------------------ | ------------------- | ---------------- | -------------------- | ----------------- | --------------------- | ----------------------- | ---------------------- | ------------------------ | ---------------- | ------------------ | ---------------------- | ------------------------ | ------------------ | ------------------------ | ----------------- | ----------------- | ------------------- | ------------------ | ----------------- | ------------------- | ------------------------- | ------------------ | ----------------- | ----------------- | ------------------------ |
| Sezonul. | Botoșani               | Suceava                       | Iași               | Bacău               | Bârlad           | Putna                | Galați            | Buzău                 | Argeș                   | Prahova                | Constanța                | Ialomița         | București          | Teleorman              | Vâlcea                   | Dolj               | Gorj                     | Hunedoara         | Severin           | Timiș               | Arad               | Bihor             | Cluj                | Baia Mare                 | Rodna              | Mureș             | Sibiu             | Stalin (Brașov)          |
| 1951     | Flamura Roșie Botoșani | Dinamo Fălticeni              | Dinamo Iași        | Flamura Roșie Bacău | Dinamo Bârlad    | CSA Tecuci           | Metalul Brăila    | Spartac Buzău         | Spartac Curtea de Argeș | Flacăra Poiana Câmpina | Locomotiva PCA Constanța | Dinamo Călărași  | Dinamo 8 București | Spartac Turnu Măgurele | Progresul Râmnicu Vâlcea | Locomotiva Craiova | Locomotiva Turnu Severin | Metalul Hunedoara | Flacăra Anina     | Metalul Timișoara   | Constructorul Arad | Metalul Oradea    | Flamura Roșie Cluj  | Metalul Satu Mare         | Progresul Bistrița | Avântul Reghin    | Metalul Făgăraș   | Locomotiva Orașul Stalin |
| 1952     | Botoșani               | Suceava                       | Iași               | Bacău               | Bârlad           | Putna                | Galați            | Buzău                 | Argeș                   | Prahova                | Constanța                | Ialomița         | București          | Teleorman              | Vâlcea                   | Dolj               | Gorj                     | Hunedoara         | Severin           | Timiș               | Arad               | Bihor             | Cluj                | Baia Mare                 | Rodna              | Mureș             | Sibiu             | Stalin (Brașov)          |
| 1952     | Dinamo 3 Dorohoi       | Știința Câmpulung Moldovenesc | Locomotiva Pașcani | Dinamo Bacău        | Dinamo Bârlad    | Vulturii MFA Focșani | Locomotiva Galați | Spartac Râmnicu Sărat | Progresul Găești        | Flacăra Târgoviște     | Șantierul Constanța      | Dinamo Călărași  | Spartac Giurgiu    | Dinamo Turnu Măgurele  | Progresul Râmnicu Vâlcea | Locomotiva Craiova | Progresul Târgu Jiu      | Metalul Hunedoara | Metalul Reșița    | Progresul Timișoara | Metalul Arad       | Spartac Salonta   | Flamura Roșie Turda | Avântul Sighetu Marmației | Progresul Bistrița | Avântul Reghin    | Avântul Sebeș     | Progresul Orașul Stalin  |

### Campionatul Regional cu 20 de serii regionale
| Sezonul. | Seria 1 (Ploiești)   | Seria 1 (Ploiești) | Seria 1 (Ploiești) | Seria 1 (Ploiești) | Seria 1 (Ploiești) | Seria 2 (Iași)           | Seria 2 (Iași)  | Seria 2 (Iași)         | Seria 2 (Iași)   | Seria 2 (Iași)           | Seria 3 (Sibiu)    | Seria 3 (Sibiu)    | Seria 3 (Sibiu)     | Seria 3 (Sibiu)       | Seria 3 (Sibiu)  | Seria 4 (Arad)     | Seria 4 (Arad)                  | Seria 4 (Arad)  | Seria 4 (Arad)      | Seria 4 (Arad)            |
| -------- | -------------------- | ------------------ | ------------------ | ------------------ | ------------------ | ------------------------ | --------------- | ---------------------- | ---------------- | ------------------------ | ------------------ | ------------------ | ------------------- | --------------------- | ---------------- | ------------------ | ------------------------------- | --------------- | ------------------- | ------------------------- |
| Sezonul. | Bacău                | Bârlad             | Iași               | Galați             | Suceava            | Constanța                | Reg. București  | Ploiești               | Pitești          | Mun. București           | Mun. București     | Arad               | Timișoara           | Craiova               | Hunedoara        | Cluj               | Stalin (Brașov)                 | Oradea          | Mureș               | Baia Mare                 |
| 1953     | Flamura Roșie Buhuși | Spartac Focșani    | Locomotiva Pașcani | Dinamo Galați      | Spartac Burdujeni  | Locomotiva PCA Constanța | Dinamo Oltenița | Metalul 1 Mai Ploiești | Bucegi Câmpulung | Progresul CPCS București | Dinamo 6 București | Constructorul Arad | Progresul Timișoara | Constructorul Craiova | Avântul Petrești | Flamura Roșie Cluj | Metalul Tractorul Orașul Stalin | Spartac Salonta | Spartac Târgu Mureș | Avântul Sighetu Marmației |

Nota: Municipiul București a avut 2 reprezentante.

### Campionatul Regional cu 19 de serii regionale
| Sezonul. | Seria de playoff 1 (Ploiești) | Seria de playoff 1 (Ploiești) | Seria de playoff 1 (Ploiești) | Seria de playoff 1 (Ploiești) | Seria de playoff 1 (Ploiești) | Seria de playoff 1 (Ploiești) | Seria de playoff 2 (Arad) | Seria de playoff 2 (Arad) | Seria de playoff 2 (Arad)    | Seria de playoff 2 (Arad) | Seria de playoff 2 (Arad) | Seria de playoff 2 (Arad) | Seria de playoff 3 (Sibiu) | Seria de playoff 3 (Sibiu) | Seria de playoff 3 (Sibiu) | Seria de playoff 3 (Sibiu) | Seria de playoff 3 (Sibiu) | Seria de playoff 3 (Sibiu) | Seria de playoff 3 (Sibiu) |
| -------- | ----------------------------- | ----------------------------- | ----------------------------- | ----------------------------- | ----------------------------- | ----------------------------- | ------------------------- | ------------------------- | ---------------------------- | ------------------------- | ------------------------- | ------------------------- | -------------------------- | -------------------------- | -------------------------- | -------------------------- | -------------------------- | -------------------------- | -------------------------- |
| Sezonul. | Bacău                         | Bârlad                        | Iași                          | Galați                        | Suceava                       | Constanța                     | Reg. București            | Ploiești                  | Pitești                      | Mun. București            | Arad                      | Timișoara                 | Craiova                    | Hunedoara                  | Cluj                       | Stalin (Brașov)            | Oradea                     | Mureș                      | Baia Mare                  |
| 1954     | Flacăra Moinești              | Dinamo Tecuci                 | Flamura Roșie Iași            | Locomotiva Galați             | Avântul Fălticeni             | Flamura Roșie Constanța       | Flacăra București         | Metalul 113 Plopeni       | Flamura Roșie Râmnicu Vâlcea | Știința București         | Metalul AMEFA Arad        | Metalul Oțelul Roșu       | Știința Craiova            | Metalul 108 Cugir          | Progresul Bistrița         | Metalul 131 Tohan          | Flamura Roșie Salonta      | Dinamo Târgu Mureș         | Metalul Satu Mare          |

Nota: Echipele cu litere îngroșate au promovat în Divizia B.

### Campionatul Regional cu 17 de serii regionale
| Sezonul. | Seria de playoff 1 (Piatra Neamț) | Seria de playoff 1 (Piatra Neamț) | Seria de playoff 1 (Piatra Neamț) | Seria de playoff 1 (Piatra Neamț) | Seria de playoff 1 (Piatra Neamț) | Seria de playoff 2 (Râmnicu Vâlcea)   | Seria de playoff 2 (Râmnicu Vâlcea) | Seria de playoff 2 (Râmnicu Vâlcea) | Seria de playoff 2 (Râmnicu Vâlcea) | Seria de playoff 2 (Râmnicu Vâlcea) | Seria de playoff 2 (Râmnicu Vâlcea)    | Seria de playoff 3 (Mediaș)    | Seria de playoff 3 (Mediaș)   | Seria de playoff 3 (Mediaș)      | Seria de playoff 3 (Mediaș)  | Seria de playoff 3 (Mediaș) | Seria de playoff 3 (Mediaș) |
| --- | --------------------------------- | --------------------------------- | --------------------------------- | --------------------------------- | --------------------------------- | ------------------------------------- | ----------------------------------- | ----------------------------------- | ----------------------------------- | ----------------------------------- | -------------------------------------- | ------------------------------ | ----------------------------- | -------------------------------- | ---------------------------- | --------------------------- | --------------------------- |
| Sezonul. | Bacău                             | Iași                              | Galați                            | Suceava                           | Dobrogea                          | Reg. București                        | Ploiești                            | Argeș                               | Mun. București                      | Banat                               | Oltenia                                | Hunedoara                      | Cluj                          | Brașov                           | Crișana                      | Mureș                       | Maramureș                   |
| 1961–62 | Textila Buhuși                    | Moldova Iași                      | Flamura Roșie Tecuci              | Dinamo Suceava                    | IMU Medgidia                      | Progresul Alexandria                  | Rapid Plopeni                       | Metalul Pitești                     | Filaret București                   | Ceramica Jimbolia                   | Drobeta Turnu Severin                  | AS Cugir                       | Unirea Dej                    | Rulmentul Brașov                 | Voința Oradea                | Avântul Reghin              | Minerul Baia Sprie          |
| Echipele cu litere îngroșate au promovat în Divizia B.                                                       |                                   |                                   |                                   |                                   |                                   |                                       |                                     |                                     |                                     |                                     |                                        |                                |                               |                                  |                              |                             |                             |
| 1962–63 | Chimia Onești                     | ?                                 | Metalosport Galați                | Unirea Botoșani                   | Portul Constanța                  | Unirea Răcari                         | Rapid Mizil                         | Metalul Pitești                     | Flacăra Roșie București             | Electromotor Timișoara              | AS Târgu Jiu                           | Victoria Călan                 | ?                             | Metrom Brașov                    | ?                            | Rapid Târgu Mureș           | Minerul Baia Sprie          |
| Din sezonul 1962-63 până în sezonul 1967-68 inclusiv, echipele cu litere îngroșate au promovat în Divizia C. |                                   |                                   |                                   |                                   |                                   |                                       |                                     |                                     |                                     |                                     |                                        |                                |                               |                                  |                              |                             |                             |
| 1963–64 | Victoria Piatra Neamț             | Constructorul Iași                | Constructorul Brăila              | Siretul Rădăuți                   | Marina Mangalia                   | Chimia Turnu Măgurele                 | Rapid Plopeni                       | Minerul Câmpulung                   | Flacăra Roșie București             | Minerul Anina                       | Metalul 7 Noiembrie Craiova            | Minerul Aninoasa               | AS Aiud                       | Rulmentul Brașov                 | Dinamo Oradea                | ASM Odorheiu Secuiesc       | Foresta Sighetu Marmației   |
| 1964–65 | Minerul Comănești                 | Unirea Negrești                   | Ancora Galați                     | Minobrad Vatra Dornei             | IMU Medgidia                      | Șantierul Naval Oltenița              | Rafinăria Câmpina                   | Oltul CIL Râmnicu Vâlcea            | Laromet București                   | CFR Caransebeș                      | Progresul Strehaia                     | Știința Petroșani              | CIL Gherla                    | Metalul Copșa Micǎ               | Victoria Chișineu-Criș       | Progresul Reghin            | Unio Satu Mare              |
| 1965–66 | Victoria Bacău                    | Gloria Bârlad                     | Ancora Galați                     | Textila Botoșani                  | Stuful Tulcea                     | Celuloza Călărași                     | Metalul Buzău                       | Metalul Pitești                     | Dinamo Obor București               | Metalul Oțelu Roșu                  | Autorapid Craiova                      | Aurul Zlatna                   | Medicina Cluj                 | ASA Sibiu                        | Gloria Ioșia                 | Confecția Odorheiu Secuiesc | Topitorul Baia Mare         |
| 1966–67 | Știința IP Bacău                  | Medicina Iași                     | SUT Galați                        | Minerul Fundu Moldovei            | Cimentul Medgidia                 | Chimia Turnu Măgurele                 | Victoria Boboc                      | Metalul Pitești                     | TUG București                       | UM Timișoara                        | Minerul Motru                          | Aurul Brad                     | Gloria Bistrița               | Politehnica Brașov               | Voința Oradea                | Știința Târgu Mureș         | Unio Satu Mare              |
| 1967–68 | ?                                 | ?                                 | Chimica Mărășești                 | Minerul Gura Humorului            | Cimentul Medgidia                 | Celuloza Călărași Comerțul Alexandria | Prahova Ploiești                    | Unirea Drăgășani                    | Voința București                    | ?                                   | Steagul Roșu Plenița Autorapid Craiova | Știința Petroșani Aurul Zlatna | Gloria Bistrița Arieșul Turda | Torpedo Zărnești Progresul Sibiu | Dinamo Oradea Știința Oradea | Lemnarul Odorheiu Secuiesc  | ?                           |